# Vogelbos

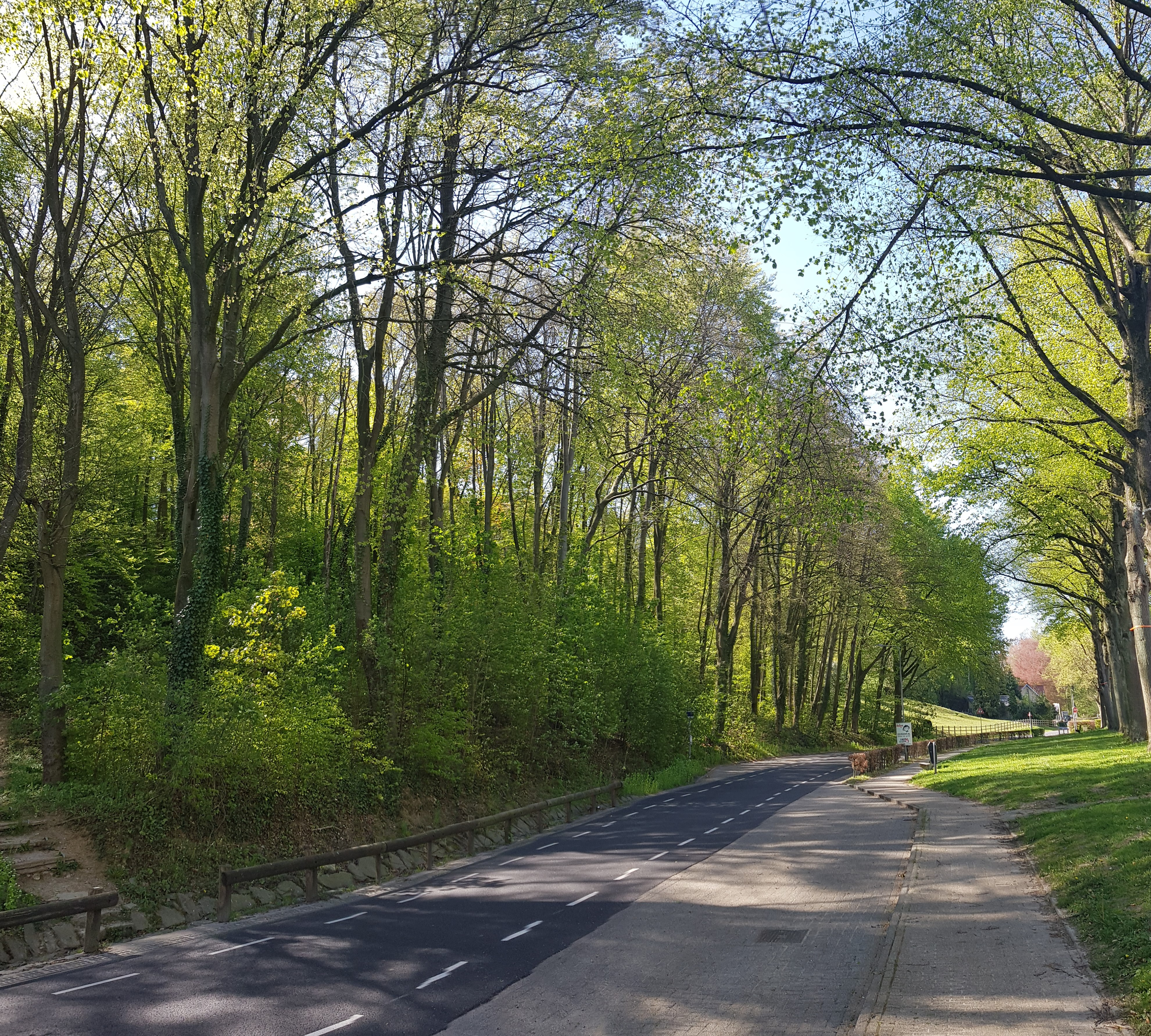
Het Vogelbos langs de Daalhemerweg

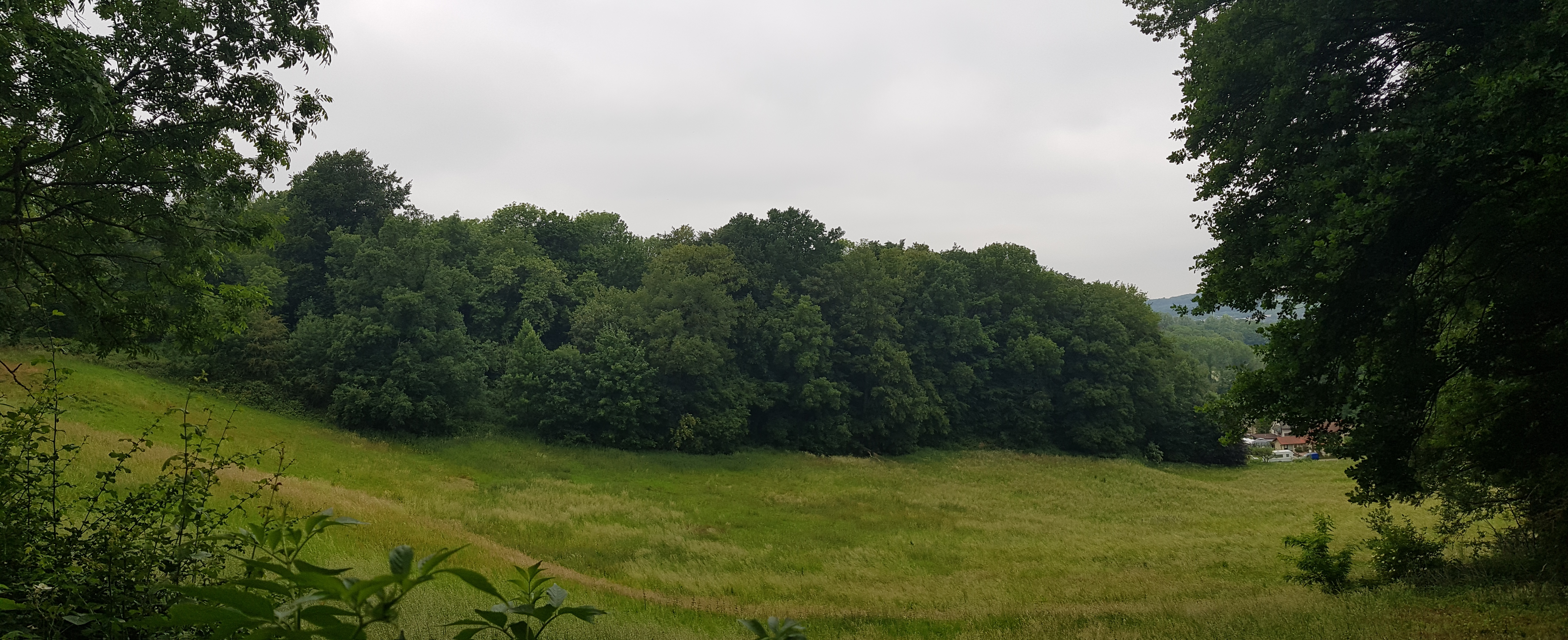
Het Vogelbos gezien vanaf de Heunsbergerweg

Het Vogelbos of Vogelbosch is een bos in de Nederlandse gemeente Valkenburg aan de Geul in Zuid-Limburg. Het bos ligt aan de zuidwestkant van Valkenburg aan de Daalhemerweg aan de westelijke rand van de Heunsberg op de noordelijke rand van het Plateau van Margraten in de overgang naar het Geuldal.

## Groeves
In de hellingen en ondergrond van het Vogelbos liggen enkele ondergrondse kalksteengroeves, waaronder:
- Kerkhofsgroeve
- Vogelbosgroeve
- Ackermansgroeve met de Steenkolenmijn Valkenburg en MergelRijk